# Vitstrupig solfjäderstjärt
Vitstrupig solfjäderstjärt (Rhipidura albicollis) är en asiatisk fågel i familjen solfjäderstjärtar inom ordningen tättingar.

## Utseende och läten
Vitstrupig solfjäderstjärt är en 17,5-20,5 cm lång fågel med mörkgrå eller gråsvart fjäderdräkt och kontrasterande vitt ögonbrynsstreck, strupe och spetsar på den solfjäderformade stjärten. Ungfågeln är brunare och fjälligare ovan, svagt bandad under, beigetonad ögonbrynsstreck och avsaknad av vitt på strupen. Sången består av en fallande serie med fyra till åtta ljusa visslingar: "tsu sit tsu sit sit sit sit-tsu". Bland lätena hörs ett gnissligt och hårt "jick".

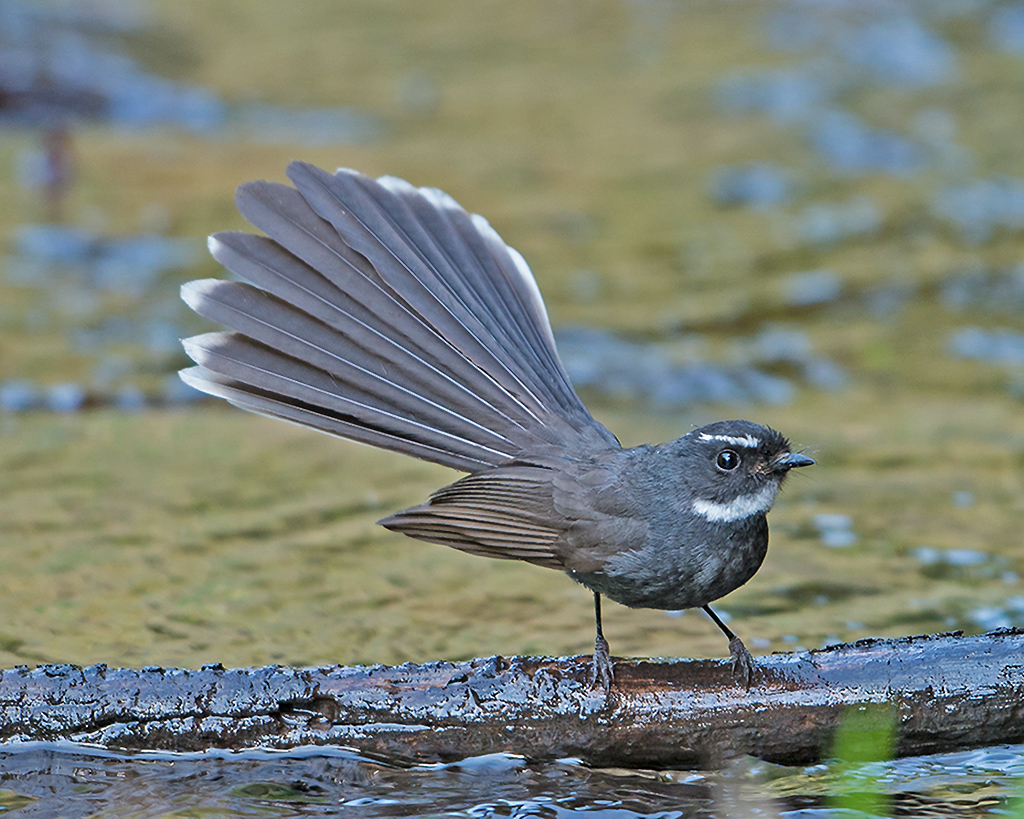
Adult.

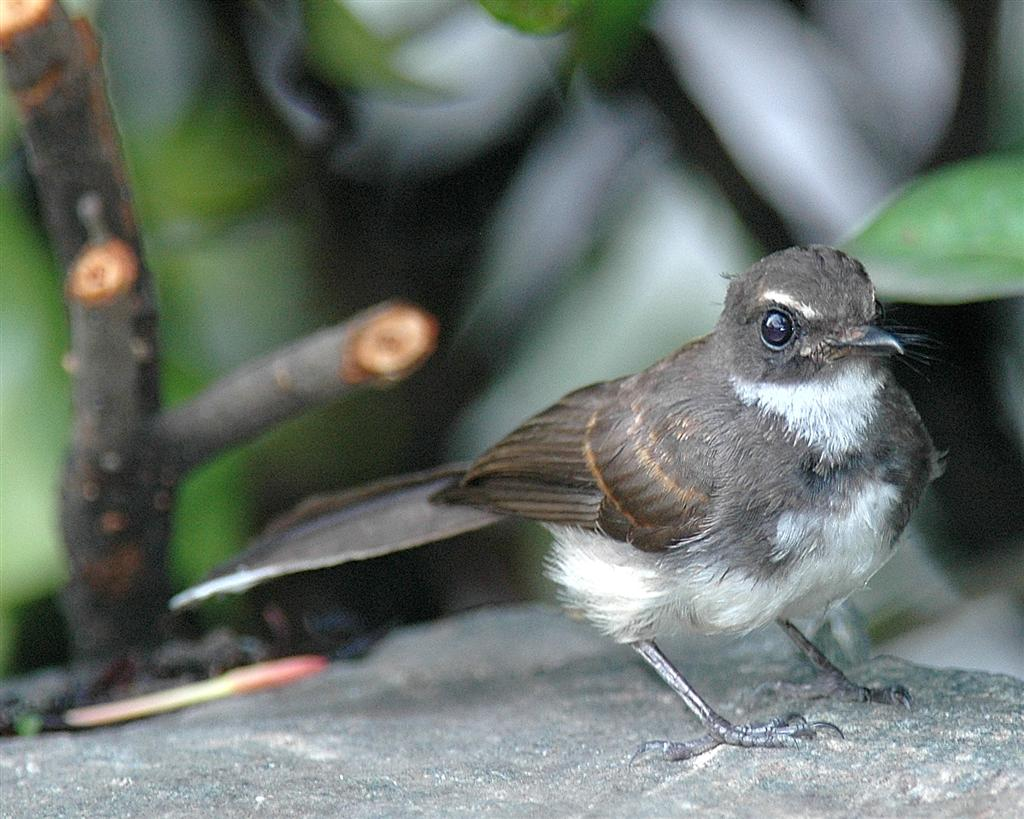
Ungfågel.

## Utbredning och systematik
Vitstrupig solfjäderstjärt har en vid utbredning från Pakistan till Borneo. Arten delas in i hela tio underarter med följande utbredning:
- Rhipidura albicollis canescens – västra Himalaya (Pakistan och Kashmir till västra Nepal)
- Rhipidura albicollis albicollis – Himalaya (västra Nepal och Sikkim)
- Rhipidura albicollis orissae – nordöstra Indien (platån Chota Nagpur och norra delen av Östra Ghats)
- Rhipidura albicollis stanleyi – östra Himalaya till Assam och Myanmar
- Rhipidura albicollis vernayi – sydöstra Indien
- Rhipidura albicollis celsa – sydöstra Tibet, södra Kina, Hainan, västra Thailand och norra Indokina
- Rhipidura albicollis atrata – södra Thailand, Malaysia och Sumatra
- Rhipidura albicollis sarawacensis – norra Borneo (Poibergen)
- Rhipidura albicollis kinabalu – bergen i norra Borneo (Gunung Kinabalu till Murud och Mulu)
- Rhipidura albicollis cinerascens – södra Indokina

Tidigare behandlades vitstrupig solfjäderstjärt och den indiska fågeln vitprickig solfjäderstjärt (Rhipidura albogularis) som en och samma art.

## Levnadssätt
Vitstrupig solfjäderstjärt hittas i städsegrön lövskog, lokalt även i lundar och bambustånd i odlingsbygd, parker och trädgårdar, upp till 3050 meters höjd. Fågeln lever av små flygande insekter som den fångar i flykten på flugsnapparmanér. Den ses mestadels födosöka i undervegetationen och de nedre delarna av träden, men ibland även i trädtaket. Fågeln häckar mellan mars och juli, ibland till september, och lägger flera kullar. Den bygger en prydlig boskål som placeras i en trädklyka eller på en gren i en buske, 1,2 till tre meter ovan mark, vari den lägger två till fyra ägg.

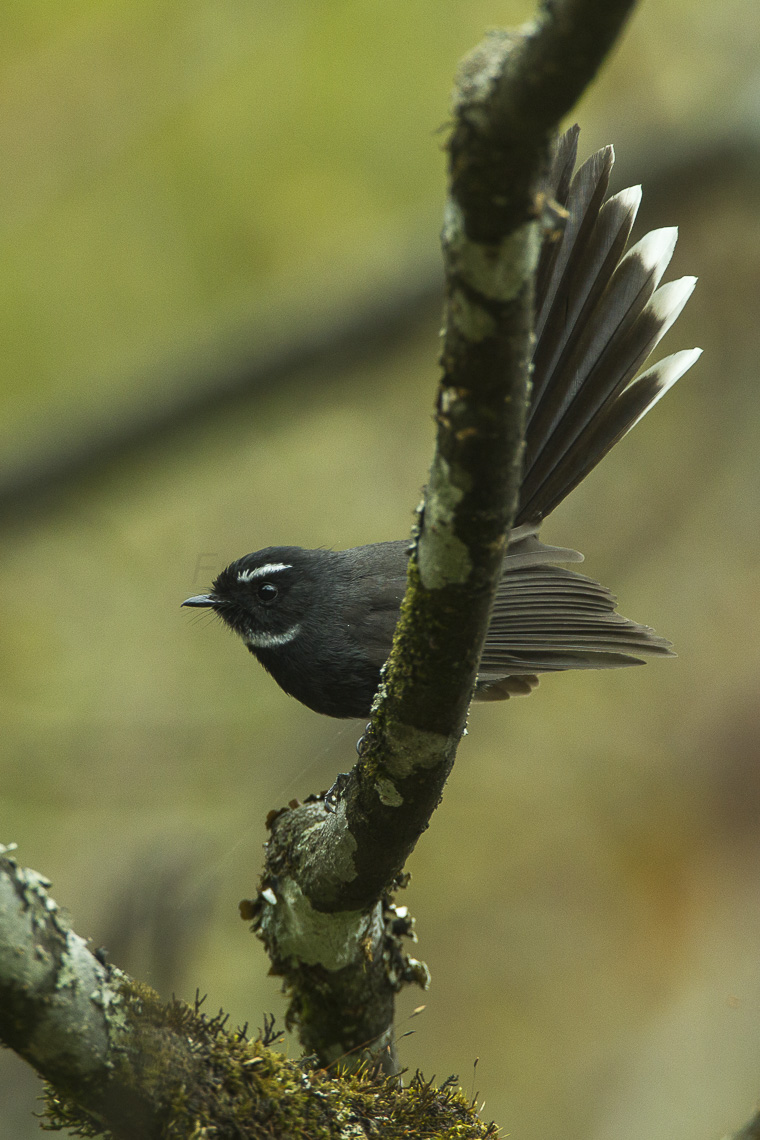
Vitstrupig solfjäderstjärt i Bhutan.

## Status och hot
Arten har ett stort utbredningsområde, men tros minska i antal, dock inte tillräckligt kraftigt för att den ska betraktas som hotad. Internationella naturvårdsunionen IUCN listar arten som livskraftig (LC). Världspopulationen har inte uppskattats men den beskrivs som vanlig.